# Geografia da Suíça
A paisagem suíça é caracterizada pelos Alpes, uma alta cadeia montanhosa que se estende pelo centro-sul do país. Entre os altos picos dos Alpes suíços, o mais alto dos quais é o Pico Dufour, de 4364 m, encontram-se inúmeros vales, alguns com geleiras. Delas, as nascentes de muitos rios europeus como o Reno, o Ródano, o Inn, o Aar ou o Tessino descem para lagos como o Léman, o de Zurique, o Neuchâtel e o de Constança e continuam a descer.
O norte do país é mais aberto e mais populoso, mas também tem ondulações como o Maciço do Jura, uma cadeia menor no noroeste. O clima suíço é em geral temperado, mas as variações regionais são grandes, das rigorosas condições nas altas montanhas ao agradável clima mediterrâneo no extremo sul.
- Lista de lagos da Suíça
- Lista de rios da Suíça
- Lista de passos montanhosos na Suíça